# Isaiah Osbourne
Isaiah Osbourne est un footballeur anglais né le 15 novembre 1987 à Birmingham en Angleterre. Il joue au poste de milieu défensif pour le club anglais de Walsall FC.
Après 30 apparitions sous le maillot d'Aston VIlla, il est prêté le 31 janvier 2011 à Sheffield Wednesday jusqu'à la fin de la saison.

## Carrière
Le 3 septembre 2015 il rejoint Walsall FC.
Le 9 août il rejoint Walsall FC.

## Palmarès
Néant